# Јужна речна видра
Јужна речна видра (лат. Lontra provocax) је врста сисара из реда звери и породице куна (Mustelidae).

## Распрострањење
Врста је присутна у јужној Аргентини и јужном Чилеу.

## Станиште
Станишта врсте су шуме, морски екосистеми, језера и језерски екосистеми, речни екосистеми и слатководна подручја.

## Угроженост
Ова врста се сматра угроженом, због криволова, загађења воде и губитка станишта.

### Популациони тренд
Популација ове врсте се смањује, судећи по расположивим подацима.